# Stapelhuis (Brussel)

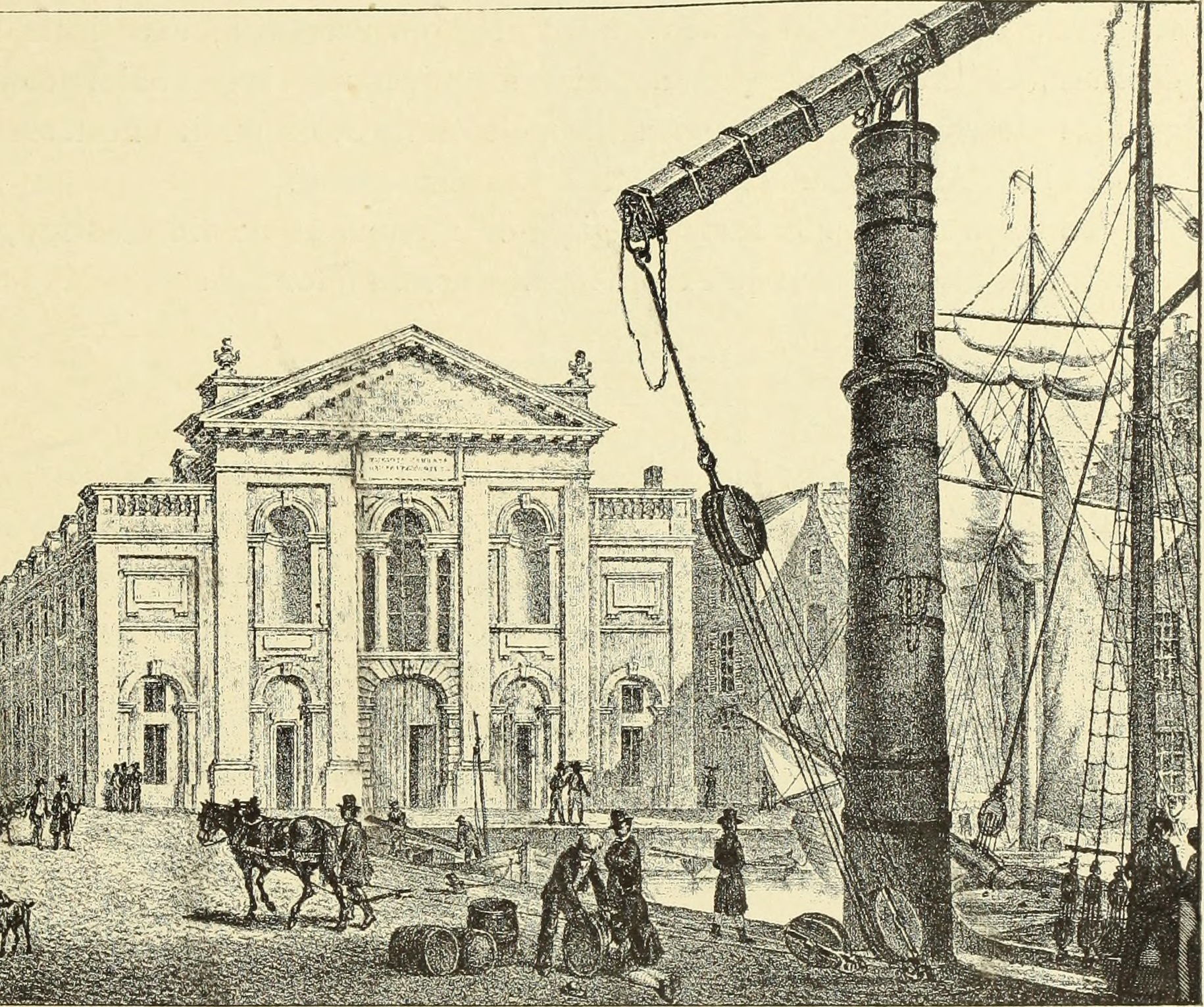
Eerste stapelhuis (later verbouwd tot KVS), met in de voorgrond de "Wippe"

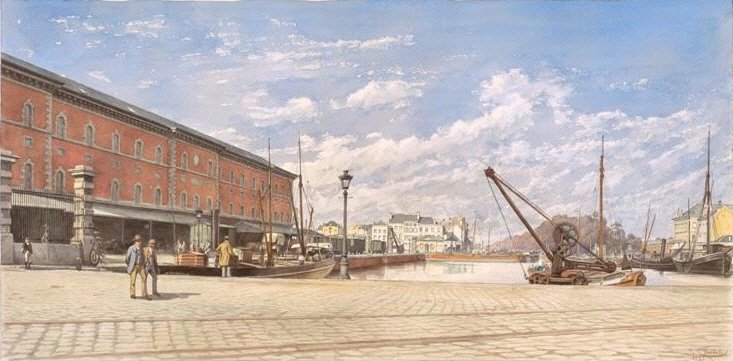
Aquarel van het tweede stapelhuis door Jacques Carabain

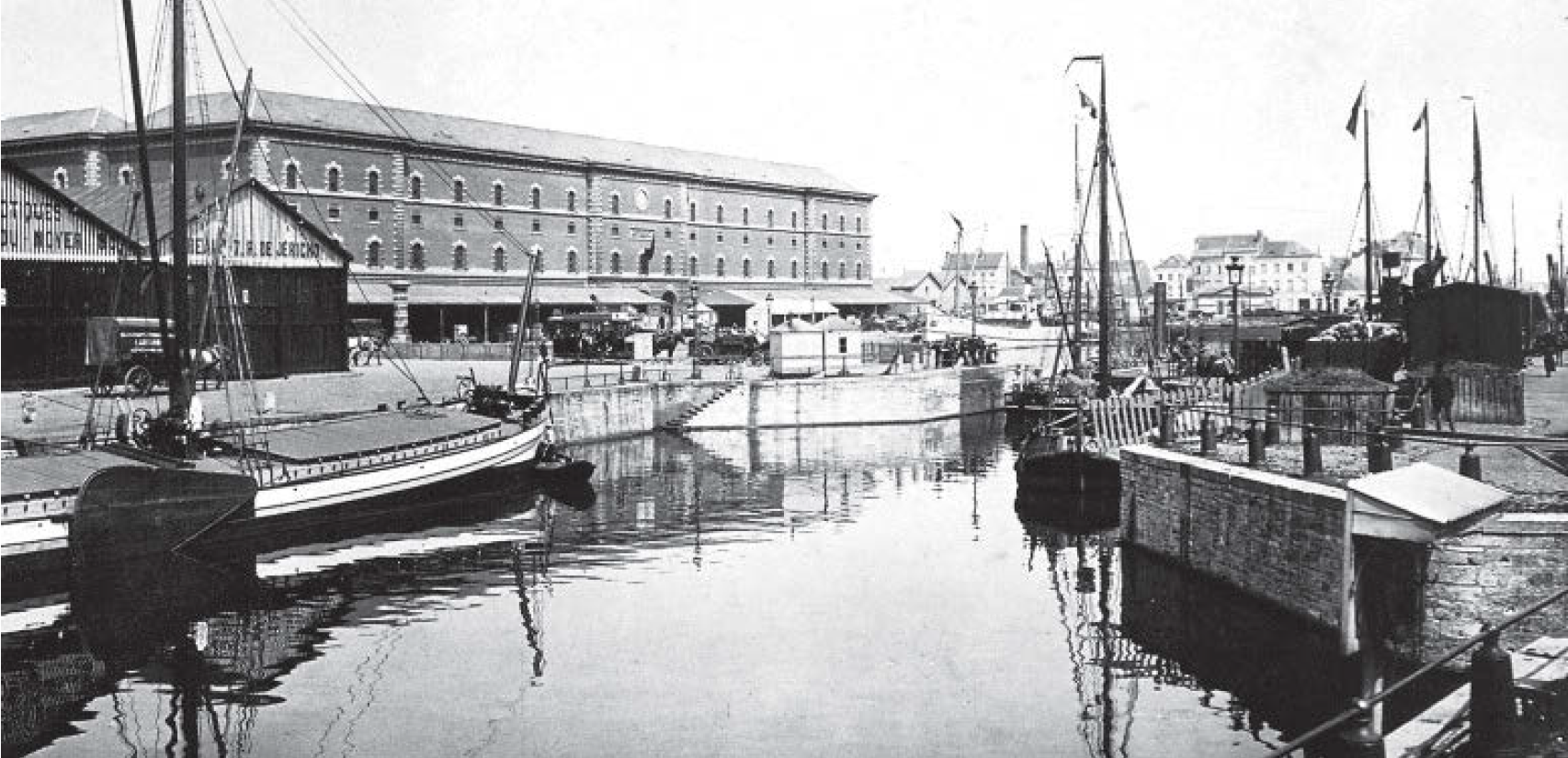
Foto van het tweede stapelhuis

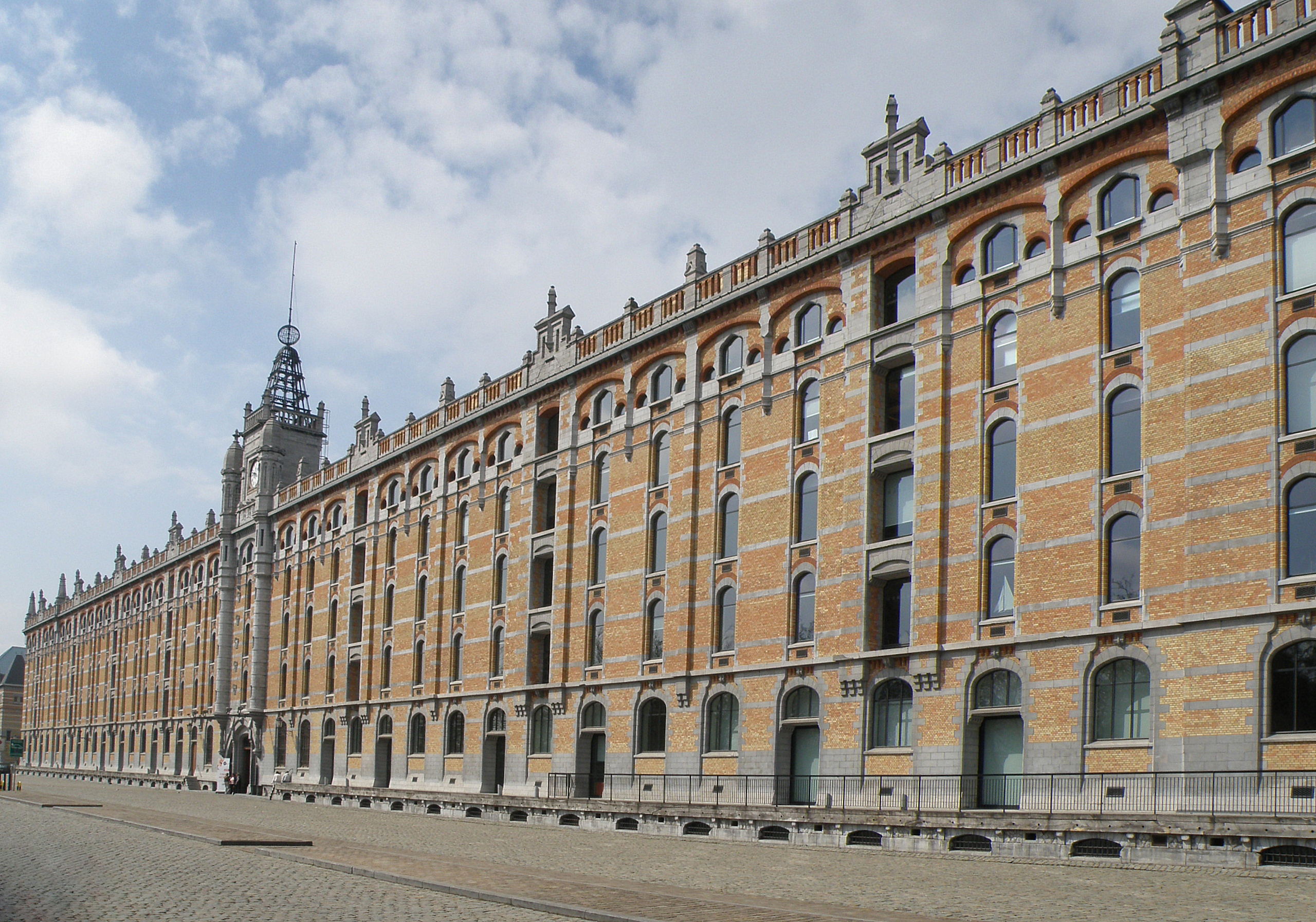
Het "Koninklijk Pakhuis" (Thurn en Taxis)

In Brussel zijn er drie opeenvolgende stapelhuizen (Frans: entrepôts) in gebruik geweest. Dit waren plaatsen waar handelsgoederen tijdelijk konden worden op- en overgeslagen, onder toezicht van de douane.

## Eerste Stapelhuis: oude binnenhaven
Het eerste stapelhuis lag aan het Stapelhuisdok (1639) in de voormalige Haven van Brussel. Het werd gebouwd onder keizerin Maria-Theresia, die ook in Gent gelijkaardige initiatieven nam. Het deed ongeveer 70 jaar dienst, van 1780 tot 1850. Laden en lossen gebeurde met een bekende kraan, de Wippe. Het Keizerlijk Stapelhuis was een ontwerp van architect Remy Nivoy. De gevel ervan is geïntegreerd in de Koninklijke Vlaamse Schouwburg.

## Tweede Stapelhuis: Groene Hond
Door de aansluiting van het Kanaal Charleroi-Brussel op de Willebroekse Vaart (1832) was het goederenverkeer van en naar Brussel sterk toegenomen. Ook de ingebruikname van het station Brussel-Groendreef had daartoe bijgedragen (1835). Er was behoefte aan een ruimer stapelhuis dat optimaal gebruik kon maken van de nieuwe spoorverbindingen. Het terrein was reeds lang bekend: de vlakte van de Groene Hond. Ze was omsloten door het kanaal van Charleroi, het Klein Kasteeltje en het Groot Dok, en lag aan het verbindingsspoor tussen Noord en Zuid.
Het stadsbestuur schreef in 1842 een internationale architectuurwedstrijd uit. Na opening van de enveloppen bleek dat Louis Spaak het project in de wacht had gesleept. Het leverde hem 4.000 frank op. Zijn ontwerp plaatste twee streng-florentijnse gebouwen binnen een omheind terrein. Het eigenlijke stapelhuis was 114 meter lang en had drie binnenpleinen die een imposant goederenstation vormden. Het was een van de eerste grote gebouwen in België met een overkapping die steunde op gietijzeren spanten en pilaren. Zonder zelf vernieuwend te zijn, was dit toch een toepassing van de modernste technieken inzake brandveiligheid. In het kleinere tweede gebouw huisden onder meer de douane en het personeel.
Op 6 mei 1844, toen de werkzaamheden al ver gevorderd waren, kwam koning Leopold I de symbolische eerste steen leggen. De gelegenheid werd belangrijk genoeg geacht om er een medaille van te slaan. In de herfst van 1846 konden de reusachtige kelders en het gelijkvloers al in gebruik worden genomen. Begin 1847 werd de rest van het gebouw opgeleverd. Het zou dienstdoen tot 1910. Daarna ging het tegen de vlakte en werd het Groot Dok gedempt. Op de vrijgekomen ruimte verrees in de jaren 20 de Quartier Maritime (Handelskaai, Diksmuidelaan, Ieperlaan, IJzerplein, Sainctelettesquare).

## Derde Stapelhuis: Thurn & Taxis
Het Koninklijk Stapelhuis van Ernest Van Humbeeck was het derde centrum van het Brusselse stapelhuis. Het was voltooid in 1907. In 1958 bereikte de locatie haar maximale opslagcapaciteit van 240.000 m². Daarna verloor ze geleidelijk haar belang, door de afschaffing van douanerechten in het kader van de Europese integratie en door de opkomst van het wegtransport. In 1987 verliet De Post als laatste het terrein.